# حمیدآباد (ساری)
حمیدآباد، روستایی است از توابع بخش رودپی شمالی شهرستان ساری در استان مازندران ایران. این روستا قدمتی دیرینه دارد و از امپراطوری های قدیمی ایران بوده که حمیدیان نام داشته و بزرگترین ایالت منطقه میباشد

## جمعیت
این روستا در دهستان فرح‌آباد شمالی قرار داشته و براساس آخرین سرشماری مرکز آمار ایران که در سال ۱۳۸۵ صورت گرفته، جمعیت آن ۱۵۰۴نفر (۴۰۸خانوار) بوده‌است.